# Telipogon vieirae
Telipogon vieirae är en orkidéart som beskrevs av Dodson och Rodrigo Escobar. Telipogon vieirae ingår i släktet Telipogon och familjen orkidéer.
Artens utbredningsområde är Colombia. Inga underarter finns listade i Catalogue of Life.